# Rettungsmedaille (Schleswig-Holstein)

Grafische Darstellung der Rettungsmedaille von Schleswig-Holstein

Die Rettungsmedaille des Landes Schleswig-Holstein wurde am 4. August 1954 durch den damaligen Landtag gestiftet und dient seitdem als staatliche Auszeichnung für Personen, die unter Einsatz ihres eigenen Lebens erfolgreich Menschen aus Lebensgefahr gerettet haben.
Zeitgleich wurde für minderschwere Rettungstaten die Erinnerungsplakette für Rettung aus Gefahr geschaffen sowie die öffentliche Belobigung.

## Verleihungsvoraussetzungen

### Rettungsmedaille
Die Rettungsmedaille wird an alle Personen verliehen, die unter besonders schwierigen Umständen und mit eigener Lebensgefahr Menschen aus Lebensgefahr gerettet oder eine von der Allgemeinheit drohende erhebliche Gefahr abgewendet haben und dabei ein besonderes Maß von Mut und Opferbereitschaft aufgezeigt haben. Die Rettungsmedaille kann dabei nur einmal an ein und dieselbe Person verliehen werden. Dabei schließt der Besitz der Rettungsmedaille die Verleihung der Erinnerungsplakette ausdrücklich aus.

### Erinnerungsplakette
Die Erinnerungsplakette für Rettung aus Gefahr wird dagegen verliehen, wenn die Rettungstat unter minder schwerer Lebensgefahr vom Retter vollbracht worden ist oder trotz des opferbereiten Einsatzes erfolglos geblieben ist.

### Öffentliche Belobigung
Die öffentliche Belobigung wird ausgesprochen, wenn sich der Retter in geringer eigener Lebensgefahr bei der Rettungstat befunden hat und die Tatbestände für die Verleihung der Erinnerungsplakette nicht ausreichend sind.
Neben der Verleihung der Rettungsmedaille und der öffentlichen Belobigung kann zusätzlich eine Geldbelohnung gewährt werden, wenn der Retter bei der zugrundeliegenden Rettungstat Sachschäden erlitten hat, den der Gerettete und seine Angehörigen nicht ersetzen können.

## Verleihungsausschluss
Die Rettungsmedaille sowie die Erinnerungsplakette werden in der Regel nicht an diejenigen Personen verliehen, die aus dienstlichen oder beruflichen Gründen der Schutz des Lebens anderer Menschen anvertraut ist bzw. deren Pflichten es sind, von der Allgemeinheit drohende Gefahren abzuwenden. Die Verleihung kommt daher nur in Betracht, wenn diese Personen bei der Rettungstat ihre Pflichterfüllung weit überschritten haben.

## Verleihungsbefugnis und Verleihungsprozedere
Über die letztendliche Verleihung der Rettungsmedaille, der Erinnerungsplakette, die öffentliche Belobigung sowie die Geldbelohnung entscheidet im Namen der Landesregierung der Ministerpräsident. Der zu Beleihende erhält mit Aushändigung der Rettungsmedaille und der Erinnerungsplakette eine vom Ministerpräsidenten unterzeichnete Urkunde, wobei die Auszeichnungen in das Eigentum des Beliehenen übergehen. Nach dem Ableben des Beliehenen verbleibt die Medaille seinen Angehörigen als Erinnerungsstück.

## Aussehen, Beschaffenheit und Tragweise der Auszeichnungen

### Rettungsmedaille
Die runde, versilberte Rettungsmedaille hat einen Durchmesser von 33 mm und zeigt auf ihrer Vorderseite mittig das erhaben geprägte Landeswappen mit der Umschrift SCHLESWIG-HOLSTEIN. Die Umschrift schließt mit einem Ährenzweig. Die Rückseite zeigt, ebenfalls erhaben geprägt, einen dreiblättrigen Eichenzweig mit Eichel und der Umschrift FÜR RETTUNG AUS GEFAHR. Getragen wird die Rettungsmedaille an einem orangefarbenen 28 mm breiten Ordensband, das beidseitig von einem schmalen weißen Streifen durchzogen ist an der linken Brustseite. Sie lehnt sich damit an ihr ursprüngliches Muster, der Preußischen Rettungsmedaille von 1833, an.

### Erinnerungsplakette für Rettung aus Gefahr
Die Erinnerungsplakette  besteht aus Bronze und hat einen Durchmesser von 60 mm. Das Layout der Vorder- und Rückseite gleicht dabei der Rettungsmedaille (am Band). Sie stellt dabei eine nicht-tragbare Auszeichnung dar.